# Cristina Piris López-Doriga
Cristina Piris López-Doriga (Santander, 20 de desembre de 1949 - València, 26 de desembre de 2003) fou una política i sindicalista valenciana. A principis dels anys 1970 es traslladà a València, on treballà en el tèxtil, i es llicencià en Filosofia i Lletres a la Universitat de València, on fou alumna de Josep Vicent Marquès. Participà en la fundació de les primeres Comissions Obreres del tèxtil valencià. Integrada en el Moviment Comunista del País Valencià (MCPV), després participà en la col·laboració entre el Moviment Comunista i la LCR, de la qual nasqué Revolta, que es plasmà en el Centre Cívic Ca Revolta de Velluters.
Va treballar també com a professora de valencià, a l'Institut de Formació Professional La Marxadella, de Torrent. El 2007 va rebre de les Corts Valencianes a títol pòstum el Premi 8 de Març.